# Lucian Bălan
Lucian Bălan (Bucarest, 25 giugno 1959 – Baia Mare, 12 novembre 2015) è stato un calciatore e allenatore di calcio rumeno.
Ha vinto la Coppa dei Campioni 1985-1986 con lo Steaua Bucarest, insieme a giocatori come Adrian Bumbescu o Helmuth Duckadam.

## Biografia
Il 12 settembre 2015, in seguito a molti eventi spiacevoli, tra cui la morte della madre, muore suicida a 56 anni.

## Caratteristiche tecniche
Centrocampista centrale, poteva coprire anche il ruolo di ala destra.

## Carriera

### Giocatore

#### Baia Mare e Steaua
Bălan ha giocato 7 anni al Minaur Baia Mare, collezionando per i gialloblu 164 presenze e 17 gol. Nel 1985 è notato dallo Steaua Bucarest, con cui vince ben 9 coppe, tra cui la Coppa dei Campioni vinta nel 1986.

#### Beerschot
Nel 1989 approda in Olanda, al Beerschot, ma senza successo. Colleziona 11 presenze e 1 gol.

#### Real Murcia
Nel 1990 lascia il Beerschot per andare al Real Murcia. Giocherà 17 partite per gli imperiali.

#### Il ritorno allo Steaua
Alla fine del 1990 torna allo Steaua e giocherà solamente 15 partite.
Nel 1991 si ritira.

#### Nazionale
Ha giocato solo una partita per la nazionale di calcio romena.

### Allenatore
Ha avuto una breve carriera come allenatore: dal 1993 al 1994 allena il Phoenix Baia Mare, e nello stesso anno firma col FC Baia Mare.

## Statistiche

### Cronologia presenze e reti in nazionale
| Cronologia completa delle presenze e delle reti in nazionale ― Romania | Cronologia completa delle presenze e delle reti in nazionale ― Romania | Cronologia completa delle presenze e delle reti in nazionale ― Romania | Cronologia completa delle presenze e delle reti in nazionale ― Romania | Cronologia completa delle presenze e delle reti in nazionale ― Romania | Cronologia completa delle presenze e delle reti in nazionale ― Romania | Cronologia completa delle presenze e delle reti in nazionale ― Romania | Cronologia completa delle presenze e delle reti in nazionale ― Romania |
| Data                                                                   | Città                                                                  | In casa                                                                | Risultato                                                              | Ospiti                                                                 | Competizione                                                           | Reti                                                                   | Note                                                                   |
| ---------------------------------------------------------------------- | ---------------------------------------------------------------------- | ---------------------------------------------------------------------- | ---------------------------------------------------------------------- | ---------------------------------------------------------------------- | ---------------------------------------------------------------------- | ---------------------------------------------------------------------- | ---------------------------------------------------------------------- |
| 8-4-1987                                                               | Brașov                                                                 | Romania                                                                | 3 – 2                                                                  | Israele                                                                | Amichevole                                                             | -                                                                      | 46’                                                                    |
| Totale                                                                 |                                                                        | Presenze                                                               | 1                                                                      |                                                                        | Reti                                                                   | 0                                                                      |                                                                        |

## Palmarès

### Competizioni nazionali
- Campionato rumeno: 4

Steaua Bucarest: 1985-1986, 1986-1987, 1987-1988, 1988-1989
- Coppa di Romania: 2

Steaua Bucarest: 1986-1987, 1988-1989

### Competizioni internazionali
- Coppa dei Campioni: 1

Steaua Bucarest: 1985-1986
- Supercoppa UEFA: 1

Steaua Bucarest: 1986